# Hoydalar

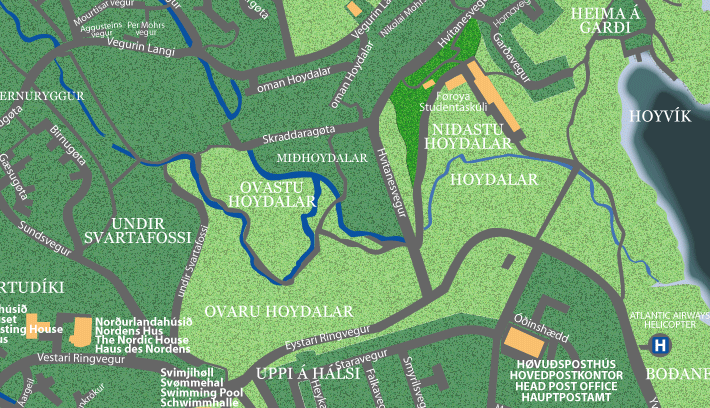
Mitten durch Hoydalar fließt der Bach Hoydalsá, der die Grenze zwischen Tórshavn und Hoyvík (heute eingemeindet) bildet. Unten links auf der Karte erkennt man das Haus des Nordens. Das bebaute Gebiet ist dunkelgrün. Das Weideland ist hellgrün, und das Wäldchen neben der Schule (oben) knallgrün.

Hoydalar (dänisch Højdal) ist der Name eines Tals zwischen Hoyvík und dem Norden der färöischen Hauptstadt Tórshavn. Der färöische Name ist Plural und bedeutet „Heutäler“. 
Durch Hoydalar fließt der Bach Hoydalsá, der die Grenze zwischen Tórshavn und Hoyvík bildet. Der Familienname Hoydal stammt auch von hier.
Die Dativform des Namens ist Hoydølum (í Hoydølum = in Hoydalar).
Die Bezeichnung Hoydalar ist ein Synonym für die dort angesiedelte Føroya Studentaskúli, das älteste und größte Gymnasium der Färöer. Hier befindet sich auch eines der wenigen Wäldchen der Färöer. Neben diesem Gymnasium gibt es auf den Färöern noch die Gymnasien von Kambsdalur (auf Eysturoy) und Vágur (auf Suðuroy). Hoydalar war 1937 das erste Gymnasium der Färöer. Noch heute ist es das wichtigste Sprungbrett für eine höhere Ausbildung, zum Beispiel an der Universität Kopenhagen oder der Universität der Färöer.
Das Gymnasium in Hoydalar hat ca. 550 Schüler in 26 Klassen. Es gibt 76 Lehrkräfte, davon sieben für Deutsch. Es werden auch spezielle Fächer wie Fischereiwirtschaft, Mineralölkunde, Betriebswirtschaft, Informatik, Astronomie, Schauspiel und Film- und Fernsehwissenschaften angeboten. Unterrichtssprache ist (bis auf die Fremdsprachenfächer) Färöisch.

## Wasserfall und Naturschutzgebiet

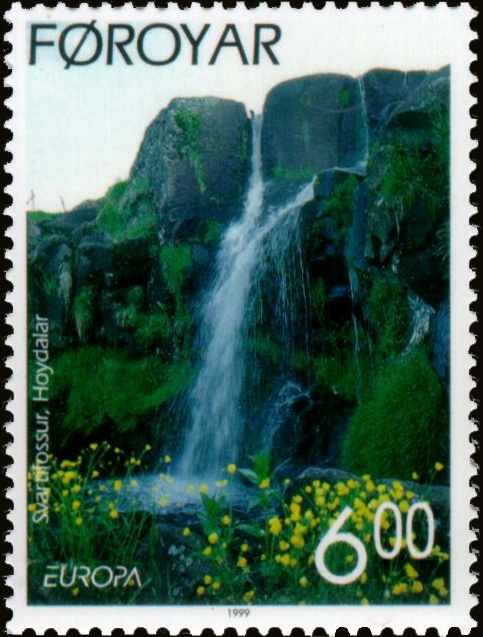
Der Svartifossur ist ein Wasserfall in Hoydalar.

In Hoydalar befindet sich der Wasserfall Svartafoss. Er liegt 2 km nördlich der Altstadt von Tórshavn im Bach Hoydalsá, der durch Hoydalar fließt und die alte Grenze zwischen der Stadt Tórshavn und dem Bauerndorf Hoyvík ist. Nach einem kräftigen Regen kann er imposant sein, aber im Sommer nach längerer Trockenheit ist die Wassermenge in Bach und Wasserfall gering. Dann ist die Felswand hinter dem Wasserfall schwarz (färöisch: svartur), worauf sein Name zurückzuführen ist. Es gibt etwa 100 Jahre alte Fotografien vom Wasserfall, und diese zeigen, dass er sich im Laufe der Jahre nicht wesentlich verändert hat. Aber die großen Steine im Bach unterhalb des Wasserfalls beweisen, dass er in vorgeschichtlicher Zeit anders ausgesehen hat. 
In diesem Gebiet befanden sich Torfböden, in denen die Bevölkerung von Tórshavn in früheren Zeiten Torf als Brennmaterial stach. Sonntags war es üblich, hierher zu spazieren, um die schöne Natur zu genießen. Direkt neben dem Wasserfall sieht man auch den alten Schafpferch, den der Bauer von Húsagarði seinerzeit benutzte. 
Später ist die Stadt so am Svartifossur vorbeigewachsen, dass er jetzt im Ort liegt. Die Kommune Tórshavn hat das Gebiet um den Svartifossur und die Hoydalsá im Flächennutzungsplan jedoch als Naturschutzgebiet ausgewiesen. Es wurden außerdem Wege angelegt, so dass man jetzt gut in diesem landschaftlich schönen Gebiet spazieren gehen kann.